# Verőce vármegye
Verőce vármegye (németül Komitat Virovititz, horvátul Virovitica / Virovitička županija, szlovákul Virovitická župa) közigazgatási egység volt a Magyar Királyság déli, Horvát–Szlavónországhoz tartozó részében. Területe jelenleg Horvátország része. Északról Baranya vármegye és Somogy vármegye, keletről Bács-Bodrog vármegye, délkeletről Szerém vármegye, délről Pozsega vármegye, nyugatról pedig Belovár-Kőrös vármegye határolta. Központja Eszék volt.

## Földrajz
A vármegye területe nagyrészt síkság, csak délen nyúlnak be hegységek a vármegye területére. Legfontosabb folyója a Dráva.

## Történelem
A vármegye területe, a honfoglalás során került magyar fennhatóság alá, majd az államalapítással betagozódott a magyar vármegyerendszerbe. 1526 és 1699 között az Oszmán Birodalom része volt, majd a Szlavón bánság részeként visszakerült a magyar korona fennhatósága alá, de gyakorlatilag Habsburg irányítás alá került. Az 1868-as horvát-magyar kiegyezés értelmében a magyar fél végleg lemondott a területre vonatkozó történelmi jogairól, ezzel az autonóm Horvát-Szlavónország része lett.
1918-tól a vármegye területét a Szerb-Horvát-Szlovén Királysághoz csatolták. A II. világháború alatt a vármegye területe az usztasa Horvátországhoz tartozott, majd 1945-től újra Jugoszláviához ezen belül a horvát tagköztársasághoz. 1991-óta a független Horvátország része.

## Lakosság
A vármegye összlakossága 1910-ben 272 430 személy volt, ebből:
- 137 394 (50,43%) horvát
- 46 658 (17,12%) szerb
- 40 766 (14,96%) német
- 37 656 (13,82%) magyar
- 3691 (1,35%) szlovák

## Közigazgatás
A vármegye hat járásra volt felosztva:
- Alsómiholjáci járás, székhelye Alsómiholjác (Donji Miholjac)
- Diakóvári/Deáki járás, székhelye Diakóvár (Đakovo)
- Eszéki járás, székhelye Eszék (Osijek) törvényhatósági jogú város
- Nekcsei/Nasici járás, székhelye Nekcse (Našice)
- Szalatnoki/Szlatinai járás, székhelye Szalatnok (Slatina)
- Verőcei járás, székhelye Verőce (Virovitica)